# Domenico Valentino
Domenico Valentino, noto anche con lo pseudonimo di Mirko Mister Tatoo (Marcianise, 17 maggio 1984), è un pugile italiano. Vincitore dei mondiali Dilettanti nel 2009 e del titolo italiano professionisti nel 2018 per la categoria dei pesi leggeri.

## Biografia
Domenico Valentino è nato nel 1984 a Marcianise, in provincia di Caserta. Ha iniziato a praticare il pugilato all'età di 11 anni. Nel 2009 ha sposato Rossana, una sua compaesana, dalla quale ha avuto il piccolo Tommaso nel 2012 e la piccola Brenda nel 2015.
Dal 2017 è entrato in servizio operativo nella Polizia di Stato presso la questura di Napoli.

## Carriera
Domenico Valentino è il pugile italiano con il maggior numero di incontri disputati tra i dilettanti nella categoria dei Pesi Leggeri, con uno score di 151 incontri, di cui 120 vittorie, 3 pareggi e 28 sconfitte (il record di categoria era detenuto da Patrizio Oliva con 127 incontri, di cui 109 vittorie e 18 sconfitte). 
Nel corso della sua carriera ha partecipato a tre edizioni dei giochi olimpici senza però mai riuscire a salire sul podio. Ha ottenuto il suo primo piazzamento di prestigio agli europei di pugilato del 2004 disputati a Pola. La buona affermazione continentale gli è valsa la prima storica convocazione alle Olimpiadi di Atene 2004, dove è stato eliminato ai quarti di finale dal kazako Serik Eleuov. Nel 2007 ha partecipato ai mondiali di Chicago, dove ha battuto il favorito Kim Song-guk in semifinale, per poi perdere in finale contro l'inglese Frankie Gavin. Alle successive Olimpiadi di Pechino del 2008 è stato eliminato agli ottavi dal cubano Yordenis Ugás ai punti per 10-2. Si è riscattato vincendo i mondiali nello stesso anno.
Nel maggio 2012, con il Team della Dolce & Gabbana Milano, ha conquistato le World Series of Boxing prima 
storica  competizione di boxe a squadre. Le ottime prestazioni individuali gli sono valse la terza convocazione olimpica per i Giochi della XXX Olimpiade Londra che lo hanno visto fermarsi nuovamente ai quarti di finale, sconfitto stavolta dal lituano Evaldas Petrauskas.
Nel 2017 ha deciso di passare professionista, diventando rapidamente campione italiano nei Pesi Leggeri, battendo ai punti Benoit Manno. Tra il 2019 e il 2020, è stato prima co-sfidante al titolo europeo EBU, match perso contro l'altro italiano Francesco Patrera, e poi sfidante al titolo internazionale IBF perso contro il campione tunisino Mohamed Khalladi.